# Lyman Beecher
Lyman Beecher (ur. 12 października 1775 w New Haven, zm. 10 stycznia 1863 w Nowym Jorku) – amerykański duchowny prezbiteriański, działacz na rzecz abstynencji.

## Życie
W 1797 ukończył studia na uniwersytecie Yale. Jako pastor zwalczał katolicyzm i handel alkoholem. Od 1832 był rektorem Lane Theological Seminary w Cincinnati. Studenci tej uczelni należeli do pierwszych działaczy abolicjonistycznych. Profesor biblistyki Ellis Stowe został mężem córki Beechera – Harriet.